# Демић
Демић је српско, хрватско и бошњачко презиме поријеклом из Херцеговине.

## Старо поријекло
Један дио Демића потиче из Херцег Новог. Други дио потиче из села Велике Крће (Пљевља). У том селу и данас постоји заселак Демићи.
Презиме је настало од турске ријечи »демир«, што значи челик, гвожђе.
Кретања:
- Банијски Демићи: Херцег Нови-Невесиње—Средња Босна—Влашић—Банија;
- Мокрински Демићи: Велике Крће—Мокрин;
- Косовски Демићи: Велике Крће—Косово Поље—Топлица;
- Прибојски Демићи: Велике Крће—Прибој.

## Банијски Демићи
Банијски Демићи су поријеклом из Херцеговине, од Херцег Новог. Крсна слава ове гране Демића је Ђурђевдан.
Због крви су морали бјежати преко Невесиња, па кроз Босну, што доказују село Демићи (код Кисељака Фојничког) и топоними Демићи и Демићка ријека на Влашић планини. Одатле насељавају Горњи Класнић (славе Ђурђевдан) и Бијеле Воде (Глина) (славе Ђурђевдан). У попису крајишких чардака на Сувој међи (Војна крајина) из 1822. спомињу се чардаци Демића гроб и Демића долина.
Демићи са славом Ђурђевдан се помињу у Травнику (1882).
Дио братства је прихватио ислам и живјели су у селима Лакат и Зијемља (Невесиње), а један дио у самоме Мостару. У катастру Мостара постоји земља под именом Демића долац (Залик, Источни Мостар).

### Демоње
Занимљиво је и презиме Демоња. Насељени су у Влаховићу (Глина) и славе Ђурђевдан. Ово презиме се јавља само на Банији, тако да ће бити да су и они од Демића. Славе исту крсну славу, а и иста им је основа презимена.

## Мокрински Демићи
Крсна слава ове гране Демића је Никољдан.
Населили су Мокрин 1792. године. Данас живе у Мокрину, Кикинди и Новом Саду.

## Косовски Демићи
На Косову и Метохији, у селу Батуса (Косово Поље), постојали су Демићи. Према предању, они су из Херцеговине. Сада живе око Прокупља.

## Прибојски Демићи
Изнад Великих Крћа, у Прибоју, постоје муслимани Демићи.